# Shigeyuki Gotō
Pour les articles homonymes, voir Goto.
Shigeyuki Gotō (後藤 茂之, Gotō Shigeyuki, né le 9 décembre 1955) est un homme politique japonais, membre du Parti libéral-démocrate et élu à la Chambre des représentants.
De 2021 à 2022, il est ministre de la Santé, du Travail et des Affaires sociales dans le gouvernement Kishida.
Le 25 octobre, il est nommé Ministre de la revitalisation économique, en remplacement de Daishirō Yamagiwa, démissionnaire.

## Carrière
Natif de Minato (Tokyo) et diplômé de l'université de Tokyo, il rejoint le ministère des Finances en 1980. Il a également une maîtrise de l'université Brown, effectuée alors qu'il était bureaucrate. Après avoir quitté le ministère en 1995, il se présente sans succès à l’élection à la Chambre des représentants en tant que membre du Parti de la nouvelle frontière. Il se présente à nouveau en 2000 en tant que membre du Parti démocrate du Japon et est élu pour la première fois.
Lors de la pandémie de Covid-19 en 2021, il joue un rôle de liaison entre majorité et opposition politiques au Japon.